# I'll Find My Way Home
I'll Find My Way Home is een single van Jon & Vangelis. Het is afkomstig van hun album The Friends of Mr. Cairo. B-kant was Back to School.
I'll Find My Way Home gaat over een zondaar die inkeer krijgt. Het nummer, dat in eerste instantie als los plaatje verscheen werd pas in de tweede versie van het album meegeperst en werd meteen tot de eerste track bevorderd. Het nummer heeft een typische Vangelis-opbouw; eenzelfde thema wordt steeds zwaarder en complexer gebracht; opvallend daarbij is het gebruik van een langzame sequencer.

## Lijsten

### Top40
| "I'll Find My Way Home" in de Nederlandse Top 40 binnen: 2/1982 | "I'll Find My Way Home" in de Nederlandse Top 40 binnen: 2/1982 | "I'll Find My Way Home" in de Nederlandse Top 40 binnen: 2/1982 | "I'll Find My Way Home" in de Nederlandse Top 40 binnen: 2/1982 | "I'll Find My Way Home" in de Nederlandse Top 40 binnen: 2/1982 | "I'll Find My Way Home" in de Nederlandse Top 40 binnen: 2/1982 | "I'll Find My Way Home" in de Nederlandse Top 40 binnen: 2/1982 | "I'll Find My Way Home" in de Nederlandse Top 40 binnen: 2/1982 | "I'll Find My Way Home" in de Nederlandse Top 40 binnen: 2/1982 | "I'll Find My Way Home" in de Nederlandse Top 40 binnen: 2/1982 | "I'll Find My Way Home" in de Nederlandse Top 40 binnen: 2/1982 | "I'll Find My Way Home" in de Nederlandse Top 40 binnen: 2/1982 |
| Week                                                            | 1                                                               | 2                                                               | 3                                                               | 4                                                               | 5                                                               | 6                                                               | 7                                                               | 8                                                               | 9                                                               | 10                                                              |                                                                 |
| --------------------------------------------------------------- | --------------------------------------------------------------- | --------------------------------------------------------------- | --------------------------------------------------------------- | --------------------------------------------------------------- | --------------------------------------------------------------- | --------------------------------------------------------------- | --------------------------------------------------------------- | --------------------------------------------------------------- | --------------------------------------------------------------- | --------------------------------------------------------------- | --------------------------------------------------------------- |
| Positie                                                         | 31                                                              | 19                                                              | 7                                                               | 4                                                               | 4                                                               | 4                                                               | 6                                                               | 10                                                              | 21                                                              | 39                                                              | uit                                                             |

### Single Top 100
| "I'll Find My Way Home" in de Nederlandse Single Top 100 binnen: 02-01-1982 | "I'll Find My Way Home" in de Nederlandse Single Top 100 binnen: 02-01-1982 | "I'll Find My Way Home" in de Nederlandse Single Top 100 binnen: 02-01-1982 | "I'll Find My Way Home" in de Nederlandse Single Top 100 binnen: 02-01-1982 | "I'll Find My Way Home" in de Nederlandse Single Top 100 binnen: 02-01-1982 | "I'll Find My Way Home" in de Nederlandse Single Top 100 binnen: 02-01-1982 | "I'll Find My Way Home" in de Nederlandse Single Top 100 binnen: 02-01-1982 | "I'll Find My Way Home" in de Nederlandse Single Top 100 binnen: 02-01-1982 | "I'll Find My Way Home" in de Nederlandse Single Top 100 binnen: 02-01-1982 | "I'll Find My Way Home" in de Nederlandse Single Top 100 binnen: 02-01-1982 | "I'll Find My Way Home" in de Nederlandse Single Top 100 binnen: 02-01-1982 | "I'll Find My Way Home" in de Nederlandse Single Top 100 binnen: 02-01-1982 | "I'll Find My Way Home" in de Nederlandse Single Top 100 binnen: 02-01-1982 | "I'll Find My Way Home" in de Nederlandse Single Top 100 binnen: 02-01-1982 |
| Week                                                                        | 1                                                                           | 2                                                                           | 3                                                                           | 4                                                                           | 5                                                                           | 6                                                                           | 7                                                                           | 8                                                                           | 9                                                                           | 10                                                                          | 11                                                                          | 12                                                                          |                                                                             |
| --------------------------------------------------------------------------- | --------------------------------------------------------------------------- | --------------------------------------------------------------------------- | --------------------------------------------------------------------------- | --------------------------------------------------------------------------- | --------------------------------------------------------------------------- | --------------------------------------------------------------------------- | --------------------------------------------------------------------------- | --------------------------------------------------------------------------- | --------------------------------------------------------------------------- | --------------------------------------------------------------------------- | --------------------------------------------------------------------------- | --------------------------------------------------------------------------- | --------------------------------------------------------------------------- |
| Positie                                                                     | 12                                                                          | 11                                                                          | 10                                                                          | 5                                                                           | 4                                                                           | 3                                                                           | 3                                                                           | 2                                                                           | 10                                                                          | 16                                                                          | 23                                                                          | 31                                                                          | uit                                                                         |

### NPO Radio 2 Top 2000
| Nummer met noteringen in de NPO Radio 2 Top 2000 | '99 | '00 | '01 | '02 | '03 | '04 | '05 | '06 | '07  | '08 | '09  | '10  | '11  | '12  | '13  | '14  | '15  | '16  | '17  | '18  | '19  | '20  |
| ------------------------------------------------ | --- | --- | --- | --- | --- | --- | --- | --- | ---- | --- | ---- | ---- | ---- | ---- | ---- | ---- | ---- | ---- | ---- | ---- | ---- | ---- |
| I'll Find My Way Home                            | 611 | 656 | 400 | 447 | 790 | 709 | 761 | 682 | 1073 | 738 | 1150 | 1159 | 1240 | 1278 | 1333 | 1479 | 1579 | 1752 | 1811 | 1918 | 1726 | 1914 |

1. ↑  Een vetgedrukt getal geeft de hoogste notering aan.
2. ↑  Deze tabel is bijgewerkt tot en met de laatste editie (2024).